# Discografie van Froukje Veenstra
Hieronder volgt de discografie van de Nederlandse zangeres Froukje Veenstra, met name haar albums, haar nummers met een notering in een hitlijst en haar Top 2000-noteringen. 

## Albums
| Album                 | Verschijnen      | Label        | Hitlijsten | Hitlijsten | Hitlijsten | Hitlijsten | Opmerkingen                       |
| Album                 | Verschijnen      | Label        | BE (VL)    | BE (VL)    | NL         | NL         | Opmerkingen                       |
| Album                 | Verschijnen      | Label        | Piek       | Weken      | Piek       | Weken      | Opmerkingen                       |
| --------------------- | ---------------- | ------------ | ---------- | ---------- | ---------- | ---------- | --------------------------------- |
| Licht en donker       | 8 januari 2021   | Top Notch    | 61         | 3          | 2          | 15         | Extended play / Goud in Nederland |
| Uitzinnig             | 18 maart 2022    | Top Notch    | 24         | 5          | 5          | 3          | Extended play                     |
| Noodzakelijk verdriet | 12 januari 2024  | Frok 'n Roll | 1 (1 wk)   | 24         | 1 (3 wkn)  | 23         | Studioalbum                       |
| Live in Brussel       | 15 november 2024 | Frok 'n Roll |            |            |            |            | Livealbum                         |

## Nummers met noteringen in een hitlijst
| Lied                                           | Verschijnen      | Album                                                   | Hitlijsten | Hitlijsten | Hitlijsten  | Hitlijsten  | Hitlijsten   | Hitlijsten   | Opmerkingen                                        |
| Lied                                           | Verschijnen      | Album                                                   | BE (VL)    | BE (VL)    | NL (Top 40) | NL (Top 40) | NL (Top 100) | NL (Top 100) | Opmerkingen                                        |
| Lied                                           | Verschijnen      | Album                                                   | Piek       | Weken      | Piek        | Weken       | Piek         | Weken        | Opmerkingen                                        |
| ---------------------------------------------- | ---------------- | ------------------------------------------------------- | ---------- | ---------- | ----------- | ----------- | ------------ | ------------ | -------------------------------------------------- |
| Ik wil dansen                                  | 22 mei 2020      | Licht en donker (ep)                                    | —          | —          | —           | —           | 74           | 1            | 3voor12 Song van het Jaar 2021 / Goud in Nederland |
| Licht en donker                                | 6 november 2020  | Licht en donker (ep)                                    | tip        | —          | —           | —           | —            | —            |                                                    |
| Onbezonnen                                     | 8 januari 2021   | Licht en donker (ep)                                    | tip44      | —          | tip4        | —           | —            | —            | Goud in Nederland / 3FM Megahit                    |
| Licht en donker (remixversie met Willem Ardui) | 12 februari 2021 | —                                                       | tip19      | —          | —           | —           | —            | —            |                                                    |
| Niets tussen                                   | 6 augustus 2021  | Uitzinnig (ep)                                          | —          | —          | tip20       | —           | 100          | 1            | Goud in Nederland                                  |
| Een teken                                      | 12 november 2021 | Uitzinnig (ep)                                          | —          | —          | tip4        | —           | 65           | 2            | Goud in Nederland                                  |
| Zonder gezicht (met S10)                       | 18 maart 2022    | Uitzinnig (ep)                                          | —          | —          | tip5        | —           | 37           | 4            | 3voor12 Song van het Jaar 2022 / 3FM Megahit       |
| Uitzinnig                                      | 18 maart 2022    | Uitzinnig (ep)                                          | —          | —          | —           | —           | 92           | 1            |                                                    |
| Nooit meer spijt (met S10)                     | 28 oktober 2022  | Ik besta voor altijd zolang jij aan mij denkt (van S10) | —          | —          | 32          | 6           | 34           | 11           | Goud in Nederland                                  |
| Als ik God was                                 | 24 februari 2023 | Noodzakelijk verdriet                                   | —          | —          | tip5        | —           | 54           | 2            | 3FM Megahit / 3voor12 Song van het Jaar 2023       |
| Naar het licht                                 | 12 mei 2023      | Noodzakelijk verdriet                                   | —          | —          | tip20       | —           | 93           | 1            |                                                    |
| Houden van mij                                 | 27 oktober 2023  | Noodzakelijk verdriet                                   | —          | —          | tip21       | —           | —            | —            |                                                    |
| Kwijt                                          | 12 januari 2024  | Noodzakelijk verdriet                                   | —          | —          | tip1        | —           | 27           | 4            |                                                    |
| Nu ik niet meer over je schrijf                | 12 januari 2024  | Noodzakelijk verdriet                                   | —          | —          | —           | —           | 44           | 2            |                                                    |
| Onbesproken                                    | 12 januari 2024  | Noodzakelijk verdriet                                   | —          | —          | —           | —           | 59           | 1            |                                                    |
| Ik haat hem voor jou (met S10)                 | 30 augustus 2024 | —                                                       | 50         | 1*         | 11          | 8           | 5            | 9            | 3FM Megahit / 3voor12 Song van het jaar 2024       |
| Hart in brand (met S10)                        | 22 april 2025    | —                                                       | 39         | 1*         | 24          | 2*          | —            | —            | 3FM Megahit                                        |

## NPO Radio 2 Top 2000
| Nummers met noteringen in de NPO Radio 2 Top 2000 | '22  | '23  | '24  |
| ------------------------------------------------- | ---- | ---- | ---- |
| Als ik God was                                    | ×    | -    | 806  |
| Een teken                                         | 1098 | 1147 | 957  |
| Ik wil dansen                                     | 397  | 461  | 456  |
| Niets tussen                                      | 901  | 959  | 1034 |

1. ↑  Een '-' betekent dat het nummer niet was genoteerd, een '×' betekent dat het nummer nog niet was uitgebracht en een vetgedrukt getal geeft de hoogste notering van een nummer aan.
2. ↑  2022 was het eerste jaar met een notering voor Froukje.